# Jorge Letelier Núñez
Jorge Letelier Núñez (* 1887 in Antofagasta; † 1966 in Santiago de Chile) war ein chilenischer Maler.
Letelier studierte an der Escuela de Bellas Artes bei Ricardo Richon Brunet und Fernando Álvarez de Sotomayor und wird zur Malergruppe der Generación del Trece gezählt. Nach einem Europaaufenthalt 1928 wurde Letelier einer der führenden Theoretiker der von der modernen französischen Malerei geprägten Grupo Montparnasse um José Perotti, Henriette Petit und Julio Ortiz de Zárate.
Neben seiner Tätigkeit als Kunstkritiker unterrichtete Letelier an der Escuela de Bellas. 1967 wurde er mit einer Werkretrospektive in der Sala Libertad in Santiago geehrt. Das Ölgemälde Paisaje befindet sich im Besitz des Museo Nacional de Bellas Artes.